# Moijasjärvi
Moijasjärvi är en sjö i kommunen Keuru i landskapet Mellersta Finland i Finland. Sjön ligger 113,8 meter över havet. Arean är 64 hektar och strandlinjen är 6,16 kilometer lång. Sjön  ingår i Kumo älvs huvudavrinningsområde.   Den ligger omkring 68 kilometer väster om Jyväskylä och omkring 230 kilometer norr om Helsingfors. 